# Waiwhakaiho (fleuve)
Le fleuve Waiwhakaiho est un cours d’eau de la région de Taranaki dans le sud de l’Île du Nord de la Nouvelle-Zélande.

## Situation
C’est l’une des nombreuses rivières et cours d’eau qui proviennent des pentes du mont Taranaki/Egmont, qui s’écoule initialement vers le nord-est avant de virer au nord-ouest et atteindre la mer de Tasman tout près de New Plymouth au niveau de la banlieue de Fitzroy.
Près de la mer, le fleuve est traversé par le chemin de randonnée côtier reliant New Plymouth à Bell Block via le pont de Te Rewa Rewa (en).
Le fleuve est également traversé par la State Highway 3/SH3 (en) et la ligne de chemin de fer allant de Marton à New Plymouth (en).